# Lista stacji i przystanków kolejowych w Molise
To jest lista stacji w Molise zarządzanych przez Rete Ferroviaria Italiana, należący do Ferrovie dello Stato.

## Lista
| Stacja                                  | Miejsce                 | Prowincja  | Kategoria |
| --------------------------------------- | ----------------------- | ---------- | --------- |
| Baranello                               | Baranello               | Campobasso | Bronze    |
| Bojano                                  | Bojano                  | Campobasso | Bronzae   |
| Bonefro-S.Croce                         | Bonefro                 | Campobasso | Bronze    |
| Campobasso                              | Campobasso              | Campobasso | Silver    |
| Campolieto-Monacilione                  | Campolieto              | Campobasso | Bronze    |
| Campomarino                             | Campomarino             | Campobasso | Bronze    |
| Carovilli-Roccasicura                   | Carovilli               | Isernia    | Bronze    |
| Carpinone                               | Carpinone               | Isernia    | Bronze    |
| Casacalenda-Guardialfiera               | Casacalenda             | Campobasso | Bronze    |
| Isernia                                 | Isernia                 | Isernia    | Silver    |
| Larino                                  | Larino                  | Campobasso | Bronze    |
| Matrice-Montagano-San Giovanni in Galdo | Matrice                 | Campobasso | Bronze    |
| Montenero-Petacciato                    | Montenero di Bisaccia   | Campobasso | Bronze    |
| Pescolanciano-Chiauci                   | Pescolanciano           | Isernia    | Bronze    |
| Ripabottoni-Sant’Elia                   | Ripabottoni             | Campobasso | Bronze    |
| Roccaravindola                          | Roccaravindola          | Isernia    | Bronze    |
| Sant’Agapito-Longano                    | Sant’Agapito            | Isernia    | Bronze    |
| San Giuliano del Sannio                 | San Giuliano del Sannio | Campobasso | Bronze    |
| San Pietro Avellana-Capracotta          | San Pietro Avellana     | Isernia    | Bronze    |
| Sepino                                  | Sepino                  | Campobasso | Bronze    |
| Sessano del Molise                      | Sessano del Molise      | Isernia    | Bronze    |
| Sesto Campano                           | Sesto Campano           | Isernia    | Bronze    |
| Termoli                                 | Termoli                 | Campobasso | Silver    |
| Vastogirardi                            | Vastogirardi            | Isernia    | Bronze    |
| Venafro                                 | Venafro                 | Isernia    | Silver    |
| Villa San Michele                       | Villa San Michele       | Isernia    | Bronze    |
| Vinchiaturo                             | Vinchiaturo             | Campobasso | Bronze    |